# Józef Giemza
Józef Giemza (ur. 10 października 1953 w miejscowości Rudy-Rysie k. Brzeska) – polski samorządowiec, z wykształcenia inżynier zootechnik, w latach 1992-2006 pełnił funkcję burmistrza Nowego Miasteczka.

## Życiorys
Absolwent Akademii Rolniczej w Poznaniu. W latach 1977–1992 pracował w Państwowych Gospodarstwach Rolnych na terenach dawnych woj. zielonogórskiego i jeleniogórskiego. Od 10 kwietnia 1992 roku do 20 grudnia 2006 roku pełnił funkcję burmistrza Nowego Miasteczka.

## Rodzina
Żona – Krystyna (emerytowana nauczycielka, ostatnie miejsce pracy: Zespół Szkół nr 1 w Nowym Miasteczku), syn – Marek.